# Zeugniskonferenz
Eine Zeugniskonferenz oder Notenkonferenz stellt eine besondere Form der Klassenkonferenz oder Jahrgangskonferenz dar. Sie dient dazu, die schulischen Leistungen jedes Schülers einer Klasse bzw. eines Jahrgangs in allen Fächern zu würdigen und über die daraus resultierenden Kopfnoten, Versetzungen, Möglichkeiten des Überspringens, Versetzungswarnungen und sonstigen Zeugnisbemerkungen zu beraten.
Das Ergebnis der Zeugniskonferenzbeschlüsse schlägt sich anschließend im Schulzeugnis nieder. Stimmberechtigt sind in einer Zeugniskonferenz alle Lehrkräfte, welche den Schüler in dem laufenden Schuljahr unterrichteten. In einigen deutschen Bundesländern können zudem gewählte Eltern- und Schülervertreter Mitglieder der Zeugniskonferenz sein, allerdings ohne Stimmrecht. Eine Zeugniskonferenz wird vom Klassenlehrer, der Schulleitung oder der erweiterten Schulleitung einberufen und geleitet. Der Konferenztermin wird in der Regel durch den zuständigen Koordinator gesetzt. Nimmt der Schulleiter an einer Zeugniskonferenz nicht als unterrichtende Lehrkraft, sondern in der Leitungsfunktion teil, so geht der Vorsitz der Konferenz an ihn über.

## Rechtslage in Österreich
In Österreich ist die Beurteilung einer Schulstufe durch die Klassenkonferenz im § 20 des SchUGes geregelt.